# Campeonato Europeo de Atletismo de 1938
El II Campeonato Europeo de Atletismo se celebró en dos sedes distintas: las competiciones masculinas en París (Francia) entre el 3 y el 5 de septiembre y las femeninas en Viena (Austria, en esa época ocupada por la Alemania nazi) entre el 17 y el 18 de septiembre de 1938 bajo la organización de la Asociación Europea de Atletismo (EAA), la Federación Francesa de Atletismo y la Federación Austríaca de Atletismo. 
Las competiciones se realizaron en el Stade Olympique Yves-du-Manoir de la capital francesa y en el Praterstadion de la capital austríaca.

## Resultados

### Masculino
| Evento             | Oro                                                                          | Plata                                                                                  | Bronce                                                                                              |
| ------------------ | ---------------------------------------------------------------------------- | -------------------------------------------------------------------------------------- | --------------------------------------------------------------------------------------------------- |
| 100 m              | Martinus Osendarp · Países Bajos · 10,5                                      | Orazio Mariani · Italia · 10,6                                                         | Lennart Strandberg · Suecia · 10,6                                                                  |
| 200 m              | Martinus Osendarp · Países Bajos · 21,2                                      | Jakob Scheuring Alemania 21,6                                                          | Alan Pennington Reino Unido 21,6                                                                    |
| 400 m              | Godfrey Brown Reino Unido 47,4                                               | Karl Baumgarten · Países Bajos · 48,2                                                  | Erich Linnhoff Alemania 48,8                                                                        |
| 800 m              | Rudolf Harbig Alemania 1:50,6                                                | Jacques Léveque Francia 1:51,8                                                         | Mario Lanzi · Italia · 1:52,0                                                                       |
| 1.500 m            | Sydney Wooderson Reino Unido 3:53,6                                          | Joseph Mostert · Bélgica · 3:54,5                                                      | Luigi Beccali · Italia · 3:55,2                                                                     |
| 5.000 m            | Taisto Mäki · Finlandia · 14:26,8                                            | Henry Jonsson · Suecia · 14:27,4                                                       | Kauko Pekuri · Finlandia · 14:29,2                                                                  |
| 10.000 m           | Ilmari Salminen · Finlandia · 30:52,4                                        | Giuseppe Beviacqua · Italia · 30:53,2                                                  | Max Syring Alemania 30:57,8                                                                         |
| 110 m vallas       | Donald Finlay Reino Unido 14,3                                               | Håkan Lidman · Suecia · 14,5                                                           | Reindert Brasser · Países Bajos · 14,8                                                              |
| 400 m vallas       | Prudent Joye Francia 53,1                                                    | József Kovács · Hungría · 53,3                                                         | Kell Areskoug · Suecia · 53,6                                                                       |
| 3.000 m obstáculos | Lars Larsson · Suecia · 9:16,2                                               | Ludwig Kaindl Alemania 9:19,2                                                          | Alf Lindblad · Finlandia · 9:21,4                                                                   |
| 50 km marcha       | Harold Whitlock Reino Unido 4:41:51                                          | Herbert Dill Alemania 4:43:34                                                          | Edgar Bruun · Noruega · 4:44:55                                                                     |
| Maratón            | Väinö Muinonen · Finlandia · 2:37:28                                         | Squire Yarrow Reino Unido 2:39:03                                                      | Henry Palme · Suecia · 2:42:13                                                                      |
| Salto de altura    | Kurt Lundqvist · Suecia · 1,97 m                                             | Kalevi Kotkas · Finlandia · 1,94 m                                                     | Lauri Kalima · Finlandia · 1,94 m                                                                   |
| Salto con pértiga  | Karl Sutter Alemania 4,05                                                    | Bo Ljungberg · Suecia · 4,00                                                           | Pierre Ramadier Francia 4,00                                                                        |
| Salto de longitud  | Wilhelm Leichum Alemania 7,64                                                | Arturo Maffei · Italia · 7,60                                                          | Ludwig Long Alemania 7,55                                                                           |
| Salto triple       | Onni Rajasaari · Finlandia · 15,32                                           | Jouko Noren · Finlandia · 14,95                                                        | Karl Kotratschek Alemania 14,73                                                                     |
| Peso               | Aleksander Kreek Estonia 15,83                                               | Gerhard Stöck Alemania 15,59                                                           | Hans Wöllke Alemania 15,52                                                                          |
| Disco              | Willy Schröder Alemania 49,70                                                | Giorgio Oberweger · Italia · 49,48                                                     | Gunnar Bergh · Suecia · 48,72                                                                       |
| Martillo           | Karl Hein Alemania 58,77                                                     | Erwin Blask Alemania 57,34                                                             | Oscar Malmbrant · Suecia · 51,23                                                                    |
| Jabalina           | Matti Järvinen · Finlandia · 76,87                                           | Yrjö Nikkanen · Finlandia · 75,00                                                      | József Várszegi · Hungría · 72,78                                                                   |
| 4 x 100 m          | Alemania 40,9 Manfred Kersch Gerd Hornberger Karl Neckermann Jakob Scheuring | Suecia · 41,1 · Gösta Klemming · Åke Stenqvist · Lennart Lindgren · Lennart Strandberg | Reino Unido 41,2 Maurice Scarr Godfrey Brown Arthur Sweeney Ernest Page                             |
| 4 x 400 m          | Alemania 3:13,7 Hermann Blazejezak Manfred Bues Erich Linnhoff Rudolf Harbig | Reino Unido 3:14,9 Jack Barnes Alfred Baldwin Alan Pennington Godfrey Brown            | Suecia · 3:17,3 · Lars Nilsson · Carl Hendrik Gustafsson · Börje Thomasson · Bertil von Wachenfeldt |
| Decatlón           | Olle Bexell · Suecia · 7.214 pts.                                            | Witold Gierutto · Polonia · 7.006 pts.                                                 | Josef Neumann · Suiza · 6.664 pts.                                                                  |

### Femenino
| Evento            | Oro                                                           | Plata                                                                                                | Bronce                                                                              |
| ----------------- | ------------------------------------------------------------- | --- | ----------------------------------------------------------------------------------- |
| 100 m             | Stanisława Walasiewicz · Polonia · 11,9                       | Käthe Krauss Alemania 12,0                                                                           | Fanny Blankers-Koen · Países Bajos · 12,0                                           |
| 200 m             | Stanisława Walasiewicz · Polonia · 23,8                       | Käthe Krauss Alemania 24,4                                                                           | Fanny Blankers-Koen · Países Bajos · 24,9                                           |
| 80 m vallas       | Claudia Testoni · Italia · 11,6                               | Lisa Gelius Alemania 11,7                                                                            | Kitty Braaketer · Países Bajos · 11,8                                               |
| Salto de altura   | Ibolya Csák · Hungría · 1,64 m                                | Nelly van Balen-Blanken · Países Bajos · 1,64 m                                                      | Feodora Solms Alemania 1,64 m                                                       |
| Salto de longitud | Irmgard Praetz Alemania 5,88                                  | Stanisława Walasiewicz · Polonia · 5,81                                                              | Gisela Voss Alemania 5,47                                                           |
| Peso              | Hermine Schröder Alemania 13,29                               | Gisela Mauermayer Alemania 13,27                                                                     | Wanda Flakowicz · Polonia · 12,55                                                   |
| Disco             | Gisela Mauermayer Alemania 44,80                              | Hilde Sommer Alemania 40,95                                                                          | Paula Mollenhauer Alemania 39,81                                                    |
| Jabalina          | Lisa Gelius Alemania 45,58                                    | Susi Pastoors Alemania 44,14                                                                         | Luise Krüger Alemania 42,49                                                         |
| 4 x 100 m         | Alemania 46,8 Josefine Kohl Käthe Krauß Emmy Albus Ida Kühnel | Polonia · 48,3 · Jadwiga Gawronska · Barbara Ksiazkiewicz · Otylia Kaluzowa · Stanisława Walasiewicz | Italia · 49,4 · Maria Alfero · Maria Apollonio · Rosetta Cattaneo · Italia Lucchini |

## Medallero
| Núm. | País         | Oro | Plata | Bronce | Total |
| ---- | ------------ | --- | ----- | ------ | ----- |
| 1    | Alemania     | 12  | 11    | 9      | 32    |
| 2    | Finlandia    | 5   | 3     | 3      | 11    |
| 3    | Reino Unido  | 4   | 2     | 2      | 8     |
| 4    | Suecia       | 3   | 4     | 6      | 13    |
| 5    | Polonia      | 2   | 3     | 1      | 6     |
| 6    | Países Bajos | 2   | 2     | 4      | 8     |
| 7    | Italia       | 1   | 4     | 3      | 8     |
| 8    | Francia      | 1   | 1     | 1      | 3     |
| 8    | Hungría      | 1   | 1     | 1      | 3     |
| 10   | Estonia      | 1   | 0     | 0      | 1     |
| 11   | Bélgica      | 0   | 1     | 0      | 1     |
| 12   | Noruega      | 0   | 0     | 1      | 1     |
| 12   | Suiza        | 0   | 0     | 1      | 1     |
|      | TOTAL        | 32  | 32    | 32     | 96    |